# إدوارد أورتن جونيور
إدوارد أورتن جونيور (بالإنجليزية: Edward Orton, Jr.)‏ هو جيولوجي وشخصية أعمال ومهندس أمريكي، ولد في 8 أكتوبر 1863 في مقاطعة أورانج في الولايات المتحدة، وتوفي في 10 فبراير 1932.

## وصلات خارجية
- إدوارد أورتن جونيور على موقع الموسوعة البريطانية (الإنجليزية)